# Jeremijaš Šoštarić
Jeremijaš Šoštarić ali Jeremija Šoštarić, lahko Šošterić (madžarsko Sosterics Jeremiás) je frančiškanski menih, duhovnik in hrvaški (gradiščanski) pisatelj. * Mali Borištof (Kleinwarasdorf, Gradiščanska-Avstrija) 2. december, 1714; † Marianka, 28. april, 1770.
Rodil se je v okolici Gornje Pulje. 16. decembra, leta 1733 je stopil v Frančiškane, posvetili so ga leta 1738. Na današnjem Slovaškem je služili, pri Bratislavi je umrl. Pisal je gradiščanski molitvenik Duhovni Vertlyacz (Duševna tolažba), ki ga je predelal leta 1753 njegov tovariš, Lovrenc Bogović. Tudi z Bogovićom je pisal drugi molitvenik Marianszko czveche (Marijina cvetlica). Obe deli sta pomembni v razvijanju knjižne gradiščanščine.